# Grabiel Lugo
Grabiel Lugo (19 de septiembre de 1996) es un deportista venezolano que compite en esgrima, especialista en la modalidad de espada. Ganó una medalla de bronce en el Campeonato Mundial de Esgrima de 2023, en la prueba por equipos.

## Palmarés internacional
| Campeonato Mundial | Campeonato Mundial | Campeonato Mundial | Campeonato Mundial |
| Año                | Lugar              | Medalla            | Prueba             |
| ------------------ | ------------------ | ------------------ | ------------------ |
| 2023               | Milán (Italia)     | Medalla de bronce  | Espada por equipos |